# Agència d'Asil de la Unió Europea
L'Agència d'Asil de la Unió Europea, anteriorment anomenada Oficina Europea de Suport a l'Asil (EASO, per les seves sigles en anglès), és una agència europea creada per la Regulació de la Unió Europea 439/2010 per enfortir la cooperació dels Estats membres de la Unió Europea en l'asil, millorar la implementació del Sistema Comú Europeu d'Asil, i donar suport als estats membres que estan sota una pressió particular.

## Història
En el 2008, la Comissió Europea va proposar la creació de l'Oficina d'Asil com EASO per millorar la cooperació entre els Estats membres en administrar peticions d'asil.
Els ministres de immigració de la Unió Europea de Malta van acordar el 2010 que EASO se situés a Malta, segons les discussions al voltant de les contínues migracions de immigrants il·legals de la Banya d'Àfrica, els quals arriben havent passat per Líbia.
El 2021, l'EASO havia elaborat plans bilaterals amb set estats membres —Xipre, Grècia, Itàlia, Malta, Espanya, Lituània i Letònia— per oferir-los assistència en la gestió de l'asil.